# Joseph Roduit
Joseph Roduit CRSA (ur. 17 grudnia 1939 w Saillon, zm. 17 grudnia 2015 w Saint-Maurice) – szwajcarski zakonnik, kanonik regularny, opat Saint-Maurice w latach 1999–2015.

## Życiorys
Joseph Roduit wstąpił do zgromadzenia w 1960. 15 listopada 1964 złożył śluby wieczyste, a 4 września 1965 przyjął święcenia kapłańskie. Studiował teologię na Uniwersytecie we Fryburgu i na Papieskim Uniwersytecie Świętego Tomasza z Akwinu w Rzymie.
W latach 1984–1994 przeor, a od 1999 dodatkowo mistrz nowicjatu w opactwie. 5 kwietnia 1999 wybrany przez wspólnotę na opata. 14 maja 1999 wybór został zatwierdzony przez papieża Jana Pawła II. 31 lipca 1999 objął godność. 18 marca 2015 ze względu na wiek papież Franciszek przyjął jego rezygnację z zajmowanej funkcji. 
Zmarł 17 grudnia 2015.